# Francavilla Bisio
Francavilla Bisio (piemontesisch Francavila) ist eine Gemeinde in der italienischen Provinz Alessandria (AL), Region Piemont.

## Lage und Einwohner
Francavilla Bisio liegt 25 km südöstlich von der Provinzhauptstadt Alessandria entfernt auf einer Höhe von 160 m über dem Meeresspiegel an der Lemme, einem Zufluss der Orba. Das Gemeindegebiet umfasst eine Fläche von 7,8 km² und hat 512 (Stand 31. Dezember 2023) Einwohner.
Die Nachbargemeinden sind Basaluzzo, Capriata d’Orba, Gavi, Pasturana, San Cristoforo und Tassarolo.

### Verkehrsanbindung
Die Gemeinde liegt verkehrsgünstig zwischen den Autobahnen A26 und A7 sowie deren Querverbindung.
Auf dem Gemeindegebiet befindet sich ein kleiner Flugplatz, der sowohl von Ultraleichtflugzeugen als auch von Flugzeugen der Allgemeinen Luftfahrt genutzt werden kann.

## Geschichte

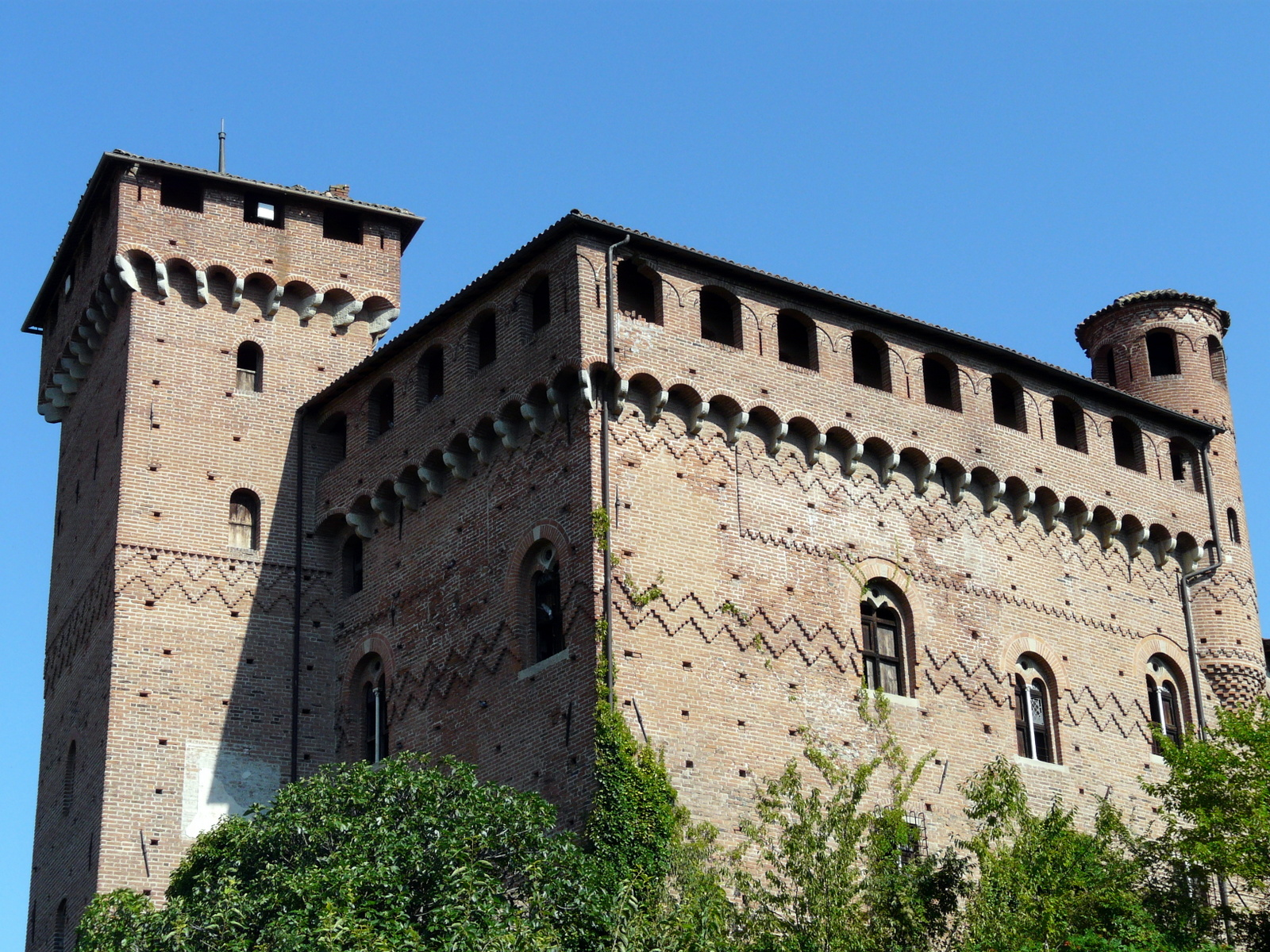
Das alte Schloss von Francavilla Bisio

Es entstand in der Risorgimento-Zeit, genau im Jahr 1873, aus der Vereinigung zweier unterschiedlicher und seit einiger Zeit bestehender Zentren.
Bisio (gegründet im 14. Jahrhundert) und Francavilla (mittelalterlichen Ursprungs). Insbesondere wurde Bisio um einen alten Signalturm herum erbaut und war ein Lehen der Guasco-Marquisen, einer berühmten alexandrinischen Familie. Nachdem es unter die Gerichtsbarkeit des Marquisats von Spinola gelangt war, wurde es um das 16. Jahrhundert erweitert und befestigt.
Francavilla gehörte jedoch im Mittelalter den Markgrafen von Gavi, die es im 12. Jahrhundert an die Abtei von Rivalta abtraten. Von 1312 bis 1618 war es ein Lehen der Familie Spinola und später der Familie Grillo di Giuliano. Während der Herrschaft der Savoyer wurde es 1774 an die Familie Guasco abgetreten.

## Sehenswürdigkeiten
- Das alte Schloss, aus der zweiten Hälfte des 13. Jahrhunderts.[4]
- Die Pfarrkirche San Giovanni Battista, die ab 1702 auf einem früheren romanischen Gebäude errichtet wurde, von dem ein Teil des Glockenturms erhalten ist.